# Rafael Campos (jinete)
Rafael Campos (Córdoba, 4 de noviembre de 1911-Buenos Aires, 14 de diciembre de 1968) fue un jinete argentino que compitió en la modalidad de salto ecuestre. Ganó una medalla de plata en los Juegos Panamericanos de 1951, en la prueba por equipos.

## Palmarés internacional
| Juegos Panamericanos | Juegos Panamericanos     | Juegos Panamericanos | Juegos Panamericanos |
| Año                  | Lugar                    | Medalla              | Categoría            |
| -------------------- | ------------------------ | -------------------- | -------------------- |
| 1951                 | Buenos Aires (Argentina) | Medalla de plata     | Por equipos          |